# Вишеа (Клуж)
Вишеа (рум. Vișea) насеље је у Румунији у округу Клуж у општини Жуку. Oпштина се налази на надморској висини од 309 m.

## Становништво
Према подацима из 2002. године у насељу је живело 565 становника.

### Попис2002.
| Расподела становништва по националности 2002.‍ | Расподела становништва по националности 2002.‍ | Расподела становништва по националности 2002.‍ | Расподела становништва по националности 2002.‍ | Расподела становништва по националности 2002.‍ |
| --------------------------------------------- | --------------------------------------------- | --------------------------------------------- | --------------------------------------------- | --------------------------------------------- |
|                                               |                                               |                                               |                                               |                                               |
| Румуни                                        | Румуни                                        |                                               | 139                                           | 24,6%                                         |
| Мађари                                        | Мађари                                        |                                               | 420                                           | 74,3%                                         |
| Роми                                          | Роми                                          |                                               | 6                                             | 1,1%                                          |